# カリム・マトムール
カリム・マトムール（كريم مطمور、ラテン文字転記：Karim Matmour、1985年6月25日 - ）は、フランス・バ＝ラン県ストラスブール出身のサッカー選手。ポジションはミッドフィールダー。

## 来歴

### クラブ
2004年にユース時代に所属していた地元のRCストラスブールからSCフライブルクに移籍し、2005年にトップチームデビューを果たした。2008年夏にボルシア・メンヒェングラートバッハに移籍した。
2017年8月15日、アデレード・ユナイテッドに移籍した。

### 代表
2007年2月7日リビア代表戦でアルジェリア代表デビューした。2010 FIFAワールドカップ・アフリカ予選対エジプト代表戦で初ゴールを記録した。

## 代表歴

### 出場大会
- アルジェリア代表
  - 2010 FIFAワールドカップ

### 試合数
- 国際Aマッチ 30試合 2得点（2007年-2012年）[1]

| アルジェリア代表 | 国際Aマッチ | 国際Aマッチ |
| 年               | 出場        | 得点        |
| ---------------- | ----------- | ----------- |
| 2007             | 5           | 0           |
| 2008             | 2           | 0           |
| 2009             | 9           | 1           |
| 2010             | 10          | 1           |
| 2011             | 3           | 0           |
| 2012             | 1           | 0           |
| 通算             | 30          | 2           |